# Tsuyoshi Ogata
Tsuyoshi Ogata (Japans: 尾方剛, Ogata Tsuyoshi) (Kumano (Prefectuur Hiroshima), 11 mei 1973) is een voormalige langeafstandsloper uit Japan, die zich vooral op de marathon had toegelegd.

## Loopbaan
Het eerste grote internationale toernooi van Ogata was het wereldkampioenschap halve marathon in Palermo in 1999, waar hij op een 30-ste plaats finishte. Een jaar later nam hij deel aan de marathon van Rotterdam, waarin hij zestiende werd, gevolgd door een vierde plaats in de marathon van Berlijn, het jaar erop. Zijn tijd van 2:10.06 in Berlijn was op dat moment zijn beste persoonlijke prestatie. In 2002 verbeterde hij zijn PR in eigen huis, op de marathon van Fukuoka waar hij tweede werd, tot 2:09.15.
In 2003 vertegenwoordigde Tsuyoshi Ogata Japan op de wereldkampioenschappen in Parijs, waar hij op de marathon als twaalfde finishte in 2:10.39. Later dat jaar kwam hij in Fukuoka tot zijn beste tijd ooit: hij werd er zesde in 2:08.37. In 2004 won hij deze marathon zelfs, al lag zijn winnende tijd van 2:09.10 ruim een halve minuut boven zijn tijd van het jaar ervoor.
In 2005 was Ogata opnieuw present op de WK, die ditmaal in Helsinki plaatsvonden. Hij kwam er op de marathon tot zijn beste WK-optreden ooit door derde te worden in 2:11.16.
In de jaren die volgden werden de prestaties van Tsuyoshi Ogata geleidelijk aan wat minder, al mag zijn vijfde plaats op de WK in 2007 in Osaka niet onvermeld blijven. Op de Olympische Spelen in 2008 in Peking, zijn eerste olympische optreden, finishte Ogata op een dertiende plaats in 2:13.26.

## Persoonlijke records
Baan
| Onderdeel | Prestatie | Datum         | Plaats   |
| --------- | --------- | ------------- | -------- |
| 3000 m    | 8.01,86   | 26 juni 2004  | Shibetsu |
| 5000 m    | 13.31,46  | 10 mei 2003   | Osaka    |
| 10.000 m  | 28.05,76  | 25 april 2004 | Kobe     |

Weg
| Onderdeel      | Prestatie | Datum           | Plaats    |
| -------------- | --------- | --------------- | --------- |
| 15 km          | 43.49     | 4 juli 2004     | Sapporo   |
| 20 km          | 58.53     | 4 juli 2004     | Sapporo   |
| halve marathon | 1:01.50   | 10 maart 2002   | Yamaguchi |
| 30 km          | 1:30.01   | 14 april 2002   | Londen    |
| marathon       | 2:08.37   | 7 december 2003 | Fukuoka   |

## Palmares

### halve marathon
- 1999: 30e WK in Palermo - 1:03.50

### marathon
- 1999: 24e marathon van Fukuoka - 2:15.22
- 2000: 16e marathon van Rotterdam - 2:11.43
- 2001: 4e marathon van Berlijn - 2:10.06
- 2002: 34e Londen Marathon - 2:25.03
- 2002:  marathon van Fukuoka - 2:09.15
- 2003: 12e WK - 2:10.39
- 2003: 6e marathon van Fukuoka - 2:08.37
- 2004:  marathon van Fukuoka - 2:09.10
- 2005:  WK - 2:11.16
- 2006: 26e Londen Marathon - 2:19.17
- 2006: 6e marathon van Fukuoka - 2:10.48
- 2007: 5e WK - 2:17.42
- 2008: 13e OS - 2:13.26